# Annapurna Dakshin
Pour les articles homonymes, voir Annapurna (homonymie).
L'Annapurna Dakshin, Annapurna Sud ou Moditse est un sommet du Népal s'élevant à 7 219 mètres d'altitude dans le massif des Annapurnas.
| Sommet                     | Altitude (m) | Coordonnées                  | Proéminence |
| -------------------------- | ------------ | ---------------------------- | ----------- |
| Annapurna Dakshin          | 7 219        | 28° 31′ 06″ N, 83° 48′ 21″ E | 769         |
| Annapurna Dakshin central  | 7 094        | 28° 31′ 20″ N, 83° 49′ 01″ E | 94          |
| Annapurna Dakshin Nord-Est | 7 125        | 28° 10′ 18″ N, 89° 56′ 33″ E | 454         |

Il est gravi pour la première fois 15 octobre 1964 par le Japonais Shoichiro Uyeo et le sherpa Mingma Tseringpar (le sommet est appelé Ganesh). Le 13 octobre, le sommet central est gravi par Masaaki Kimura, Hiromichi Yoshino et Yutaka Ageta. Le sommet Nord-Est est l'un des plus hauts sommets vierges du monde.

Vue panoramique avec l'Annapurna Dakshin, premier sommet à gauche dans l'axe du chemin.